# George William Patchett
George William Patchett (23. prosince 1901 Nottingham – 1974 Francie) byl britský motocyklový závodník a inženýr.

## Motocyklový jezdec a konstruktér
V mládí závodil jako tovární jezdec s anglickým motocyklem Brough Superior, který byl vyroben v Nottinghamu.  Po založení firmy McEvoy v roce 1926 do firmy přešel a působil už i jako konstruktér. Další zaměstnání získal u belgické továrny FN.
V roce 1930 ho zaměstnal český výrobce zbraní František Janeček, zakladatel motocyklové firmy JAWA. Janeček chtěl zahájit výrobu jednoduššího a cenově dostupnějšího motocyklu než byla Jawa 500 OHV, zvaná Rumpál. Tento těžký čtyřtakt vyráběl po odkoupení licence od firmy Wanderer, ale prodej motocyklu nebyl příliš úspěšný. Patchettovy kontakty s firmou Villiers Engineering Co.Ltd., Wolverhampton, England umožnily použít jejich lehký dvoudobý motor v nově zkonstruované Jawě 175 cm³, která se stala velmi populární. Cenově převratný model Jawa 175 Villiers byl prodáván pod sloganem „Lidový motocykl za lidovou cenu". Nejen motor, ale i převodovka byly anglické provenience, tentokrát od firmy Albion. Jak se továrna rozvíjela, snižoval se rozsah dovážených dílů. Dovážely se pouze karburátory a magneta.
Jedním z motocyklů konstruktéra byla závodní Jawa 175 OHV. Pozoruhodným detailem jsou zkřížené rozvodové tyčky a nezvyklé umístění karburátoru. Ani převodovka v bloku s motorem nebyla tehdy samozřejmostí. Pracoval i na neobvyklých konstrukcích jako je dvouválcový dvoudobý motor s protiběžnými písty se společným spalovacím prostorem. Patent byl zaregistrován pod číslem GB464022A po přihlášení dne 9. srpna 1935.

V továrně Jawa působil Patchett osm let jako konstruktér, manager a v neposlední řadě závodní jezdec. Další disciplínou byly rychlostní rekordy. Bylo jich  třináct v různých objemových kategoriích. Československý rychlostní rekord vytvořil ve třídě 500 cm3 v roce 1933 na motocyklovém speciálu s jedním rychlostním stupněm. Rekord dosáhl na trati 1 km s letmým startem rychlostí 179,5 km/h.

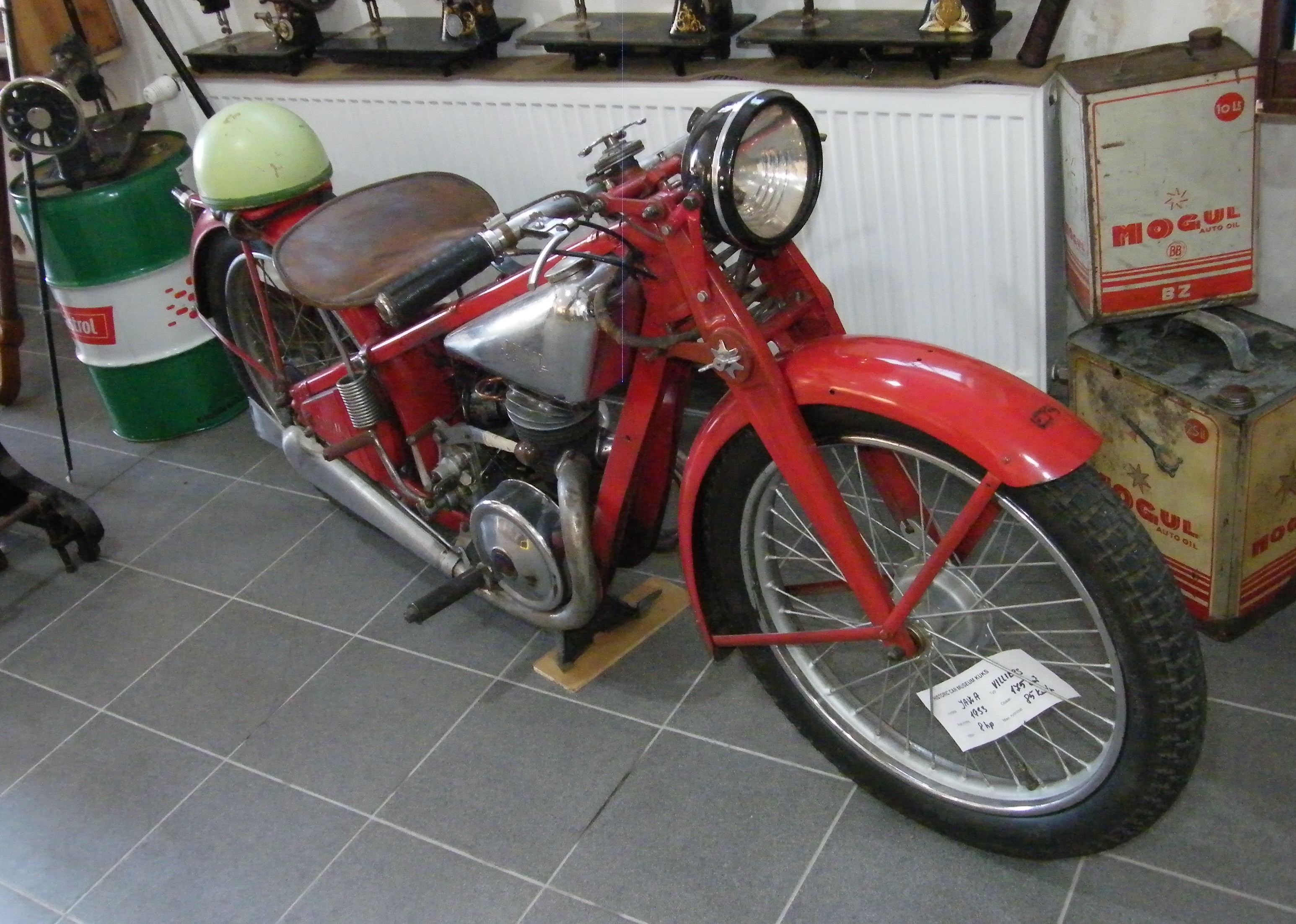
Jawa 175  Villiers
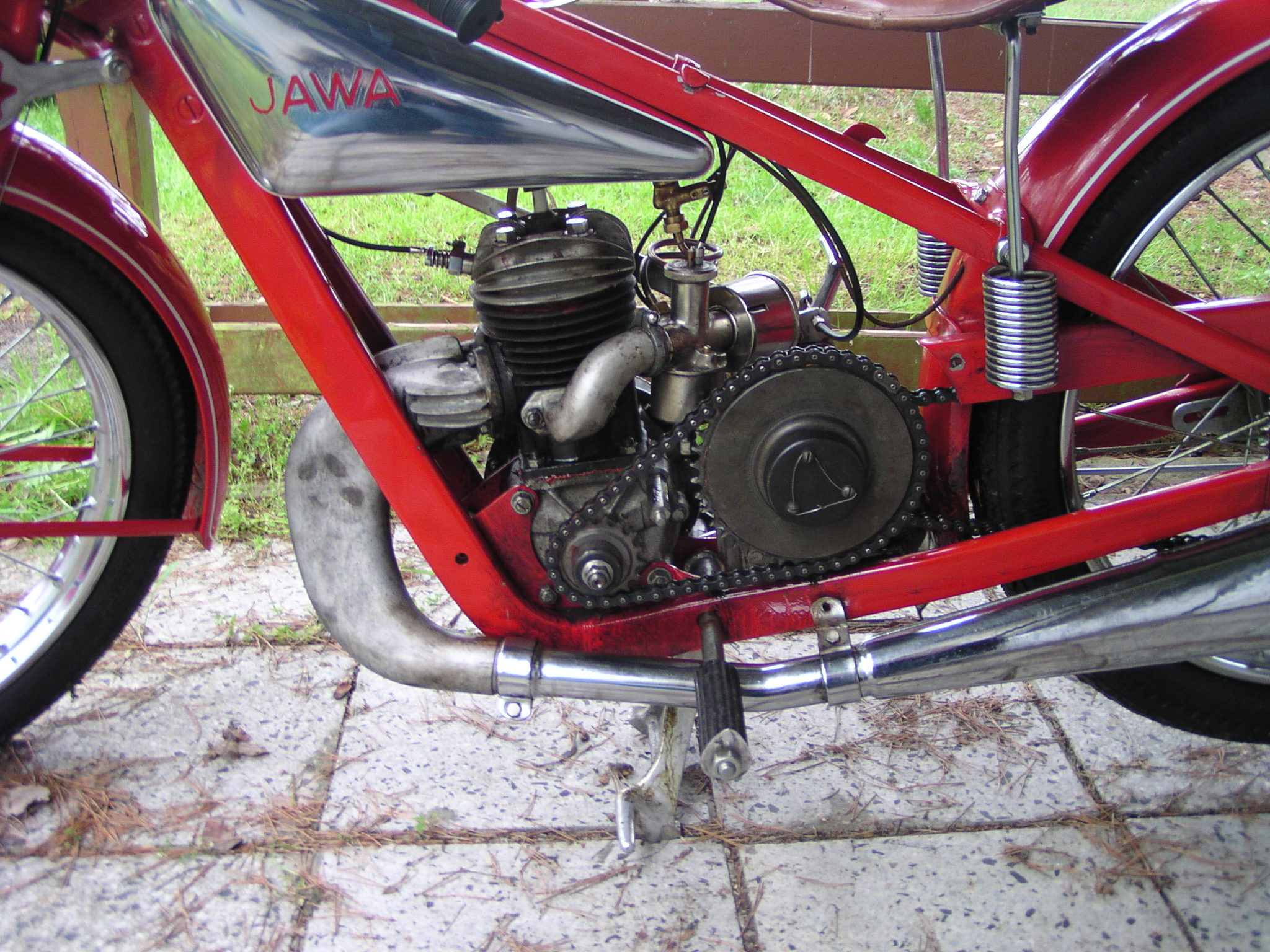
Jawa 175 Villiers

## Konstruktér zbraní

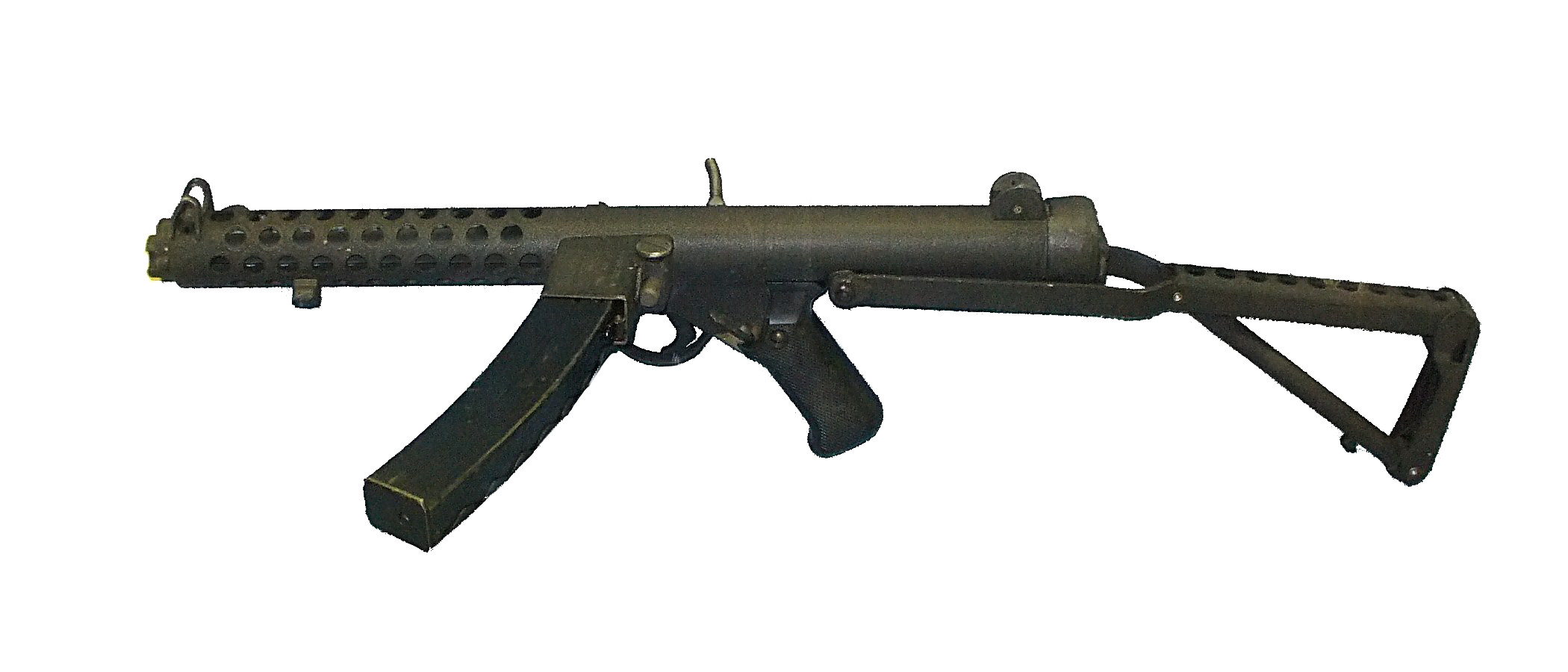
Samopal Sterling

V roce 1939, po vypuknutí druhé světové války, se Patchett vrátil do Anglie a začal pracovat pod vedením automobilového inženýra George Lanchestera ve společnosti Sterling Armaments Company v Dagenhamu, kde se podílel na konstrukci výroby samopalu Lanchester. Cestou z Prahy se mu podařilo přehodit prototypové vzorky nové Janečkovy protitankové zbraně přes zeď britské ambasády. 
V roce 1942 vedl konstrukční tým, který navrhl nový samopal podle armádních specifikací, který byl označován jako „Patchett Machine Carbine“. Britskou armádou byl, po rozsáhlých vojskových zkouškách, v září 1953 přijat do výzbroje jako náhrada za samopal Sten, s označením Submachine Gun, 9 mm, L2A3, ale neformálně byl znám jako Sterling. 
V roce 1966 britský nejvyšší soud přiznal Patchettovi 116 975 £ ( 2.32 £ v cenách roku 2023 ) za použití kulometu, který si nechal patentovat britskou vládou. Stejnou částku dostal Sterling, který žaloval půl milionu liber. První specializovaný soudce pro patenty Lloyd-Jacob J při stanovení náhrady označil Patchetta za „významného vynálezce a ceněného designéra“.

## Fotograf
Koníčkem Patchetta bylo fotografování a filmování. To dokazují i snímky, kde je zachycen s fotoaparátem nebo kamerou. Dne 15. března 1939 byl svědkem vpádu hitlerovských vojsk do Prahy. Ze zadního sedadla pořídili spoustu fotografií německých vojsk. Ve fotografování pokračovali i 16. března 1939, kdy na Pražský hrad přijel triumfálně Adolf Hitler.
Zhotovení fotografií z nejtemnějších dnů českého národa je dalším odkazem George Williama Patchetta. Objevení fotografického materiálu je výsledkem pátrání Arnošta Nezmeškala, ředitele Muzea dopravy Národního technického muzea.